# Туристас
«Туристас» (англ. Turistas) — фильм 2006 года. Режиссёр Джон Стокуэлл. Название фильма заимствовано из португальского языка (официальный язык Бразилии) и переводится как «туристы».
Релиз фильма состоялся 1 декабря 2006 года.

## Сюжет
Несколько туристов путешествуют по Бразилии. Их автобус попадает в аварию и разбивается. Познакомившись друг с другом, Алекс, его сестра Би, её подруга Эми, Прю, Финн и Лим спускаются к близлежащему пляжу. Там они попадают на вечеринку. Проснувшись утром, они обнаруживают, что их вещи украли, и отправляются на поиски полиции. В ближайшем населённом пункте они видят мальчика, на котором надета кепка Алекса. Погнавшись за ним, Лим ранит мальчика камнем. Их встречает местный житель Кико, с которым они познакомились ещё на пляже. Он ведёт их якобы к дому своего дяди, объясняя, что там будет безопаснее, но по пути они решают искупаться в озере и Кико повреждает голову о камни. Приятели приносят его в дом и оказывают первую помощь. Ночью приезжают незнакомые люди и туристы оказываются в плену. В доме проводятся незаконные операции по извлечению внутренних органов. Главарь преступников, хирург, под местным наркозом разрезает живот Эми, извлекает её внутренние органы и готовится к операции над Финном. В это время остальным пленникам удаётся освободиться и с помощью вернувшегося Кико они бегут из дома. В погоне гибнут Финн и Лим, остальные трое и Кико приходят в пещеру, где их настигают преследователи и убивают Кико. Трое выживших пытаются уплыть, в пещере убивают одного из преследователей, ранят хирурга. Подошедшего индейца они убеждают пощадить их; он, убив жестокого хозяина, уходит, а Прю, Алекс и Би улетают на самолёте.

## В ролях
| Актёр          | Роль   |
| -------------- | ------ |
| Джош Дюамель   | Алекс  |
| Мелисса Джордж | Прю    |
| Оливиа Уайлд   | Би     |
| Десмонд Аскью  | Финн   |
| Бо Гарретт     | Эми    |
| Макс Браун     | Лим    |
| Аглес Стейб    | Кико   |
| Мигуел Лунарди | хирург |

В Бразилии фильм вызвал неоднозначную реакцию из-за присутствия в нём клише, стереотипов и недостоверных сцен, представляющих Бразилию опасной страной. Джош Дюамель извинился перед бразильским правительством и народом, сказав, что у создателей фильма не было намерения отпугнуть туристов от посещения Бразилии.